# باري سالتر
باري سالتر (بالإنجليزية: Barry Salter)‏ هو لاعب بولينغ أسترالي، ولد في 1936 في Merewether, New South Wales ‏ في أستراليا.